# RoboCop (série de films)
Pour les articles homonymes, voir Robocop (homonymie).
 Pour plus de détails, voir Fiche technique et Distribution
RoboCop est une série de films américains débutée en 1987 avec RoboCop de Paul Verhoeven.

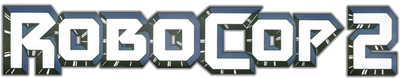

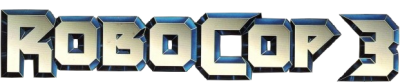

## Contenu
Le saga contient quatre films : 
- 1987 : RoboCop de Paul Verhoeven
- 1990 : RoboCop 2 d'Irvin Kershner
- 1993 : RoboCop 3 de Fred Dekker
- 2014 : RoboCop de José Padilha, reboot non lié aux trois précédents

En janvier 2018, il est annoncé que le scénariste original de RoboCop, Edward Neumeier, est en train d'écrire une suite directe au film de 1987, qui ignorerait les deux suites précédentes et le remake de 2014. Le film pourrait s'intituler RoboCop Returns et être réalisé par Neill Blomkamp. Ce dernier aimerait voir le retour de Peter Weller dans le costume de RoboCop.
En août 2019, Neill Blomkamp abandonne le projet, et, en novembre 2019, Abe Forsythe est annoncé comme nouveau metteur en scène. Ce projet est à son tour abandonné en 2021, après un an et demi de travail, bien que la nouvelle n'ait été annoncée qu'en 2023.

## Fiche technique
|                         | RoboCop (1987)                    | RoboCop 2 (1990)                  | RoboCop 3 (1993)                  | RoboCop (2014)                    |
| ----------------------- | --------------------------------- | --------------------------------- | --------------------------------- | --------------------------------- |
| Réalisateurs            | Paul Verhoeven                    | Irvin Kershner                    | Fred Dekker                       | José Padilha                      |
| Scénaristes             | Edward Neumeier                   | Frank Miller                      | Frank Miller                      | Joshua Zetumer                    |
| Scénaristes             | Michael Miner                     | Walon Green                       | Fred Dekker                       |                                   |
| Monteurs                | Frank J. Urioste                  | Deborah Zeitman                   | Bert Lovitt                       | Peter McNulty                     |
| Monteurs                |                                   | Armen Minasian                    |                                   | Daniel Rezende                    |
| Monteurs                | Lee Smith                         |                                   |                                   |                                   |
| Producteurs             | Arne Schmidt                      | Patrick Crowley                   | Patrick Crowley                   | Marc Abraham                      |
| Producteurs             | Edward Neumeier (co)              | Jane Bartelme                     | Jane Bartelme                     | Brad Fischer                      |
| Producteurs             | Jon Davison                       | Jon Davison                       | Andrew G. La Marca (associé)      | Eric Newman                       |
| Producteurs             | Stephen Lim (associé)             |                                   |                                   | Roger Birnbaum                    |
| Producteurs             | Phil Tippett (associé)            | Phil Tippett (associé)            |                                   | Bill Carraro                      |
| Musique                 | Basil Poledouris                  | Leonard Rosenman                  | Basil Poledouris                  | Pedro Bromfman                    |
| Photographie            | Jost Vacano                       | Mark Irwin                        | Gary B. Kibbe                     | Lula Carvalho                     |
| Sortie                  | 17 juillet 1987                   | 22 juin 1990                      | 5 novembre 1993                   | 12 février 2014                   |
| Sortie                  | 20 janvier 1988                   | 5 septembre 1990                  | 7 juillet 1993                    | 5 février 2014                    |
| Durée                   | 102 minutes                       | 117 minutes                       | 117 minutes                       | 121 minutes                       |
| Budget                  | 13 000 000 $                      | n/a                               | 22 000 000 $                      | 100 000 000 $                     |
| Genres                  | Science-fiction, action, policier | Science-fiction, action, policier | Science-fiction, action, policier | Science-fiction, action, policier |
| Pays d'origine          | États-Unis                        | États-Unis                        | États-Unis                        | États-Unis                        |
| Sociétés de production  | Orion Pictures Corporation        | Orion Pictures Corporation        | Orion Pictures Corporation        | Metro-Goldwyn-Mayer               |
| Sociétés de production  |                                   | Tobor Productions                 |                                   | Columbia Pictures                 |
| Sociétés de production  |                                   |                                   | Strike Entertainment              |                                   |
| Sociétés de production  |                                   |                                   | Revival 629                       |                                   |
| Distributeur États-Unis | Orion Pictures                    | Orion Pictures                    | Orion Pictures                    | Columbia Pictures / Sony Pictures |
| Distributeur France     | 20th Century Fox                  | 20th Century Fox                  | TriStar                           | Studiocanal                       |

## Distribution
| Personnages                                  | Films          | Films                  | Films             | Films            |
| Personnages                                  | RoboCop (1987) | RoboCop 2 (1990)       | RoboCop 3 (1993)  | RoboCop (2014)   |
| -------------------------------------------- | -------------- | ---------------------- | ----------------- | ---------------- |
| Alex Murpby / RoboCop                        | Peter Weller   | Peter Weller           | Robert John Burke | Joel Kinnaman    |
| Anne Lewis                                   | Nancy Allen    | Nancy Allen            | Nancy Allen       |                  |
| la femme d'Alex Murphy                       | Angie Bolling  | Angie Bolling          | Angie Bolling     | Abbie Cornish    |
| James « Jimmy » Murphy                       | Jason Levine   | Clinton Austin Shirley |                   | John Paul Ruttan |
| Warren Reed                                  | Robert DoQui   | Robert DoQui           | Robert DoQui      |                  |
| Donald Johnson                               | Felton Perry   | Felton Perry           | Felton Perry      |                  |
| Le président de l'OCP dit « le vieil homme » | Dan O'Herlihy  | Dan O'Herlihy          |                   |                  |
| Casey Wong                                   | Mario Machado  | Mario Machado          | Mario Machado     |                  |
| Jess Perkins                                 | Leeza Gibbons  | Leeza Gibbons          |                   |                  |
| Bixby Snyder                                 | S.D. Nemeth    |                        | S.D. Nemeth       |                  |

## Box-office
| Film             | Box-office Mondial | Box-office - États-Unis - Canada | Box-office France | Budget        |
| ---------------- | ------------------ | -------------------------------- | ----------------- | ------------- |
| RoboCop (1987)   | NC                 | 53 424 681 $                     | 1 686 525 entrées | 13 000 000 $, |
| RoboCop 2 (1990) | NC                 | 45 367 609 $                     | 1 008 434 entrées | 35 000 000 $  |
| RoboCop 3 (1993) | NC                 | 10 696 210 $                     | 620 680 entrées   | 22 000 000 $  |
| RoboCop (2014)   | 242 688 965 $      | 58 607 007 $                     | 681 869 entrées   | 100 000 000 $ |